# 大野清志 (俳優)
大野 清志（おおの きよし、1981年2月19日 - ）は、日本の俳優。愛知県出身。身長171cm。体重56kg。胸囲83cm、腹囲72cm、腰囲87cm、靴26cm。 

特技・趣味は、殺陣、少林寺拳法、野球。

## 出演

### ドラマ
- 利家とまつ〜加賀百万石物語〜（2002年、NHK） - 秀吉の近習 役[1]
- 風林火山 (NHK大河ドラマ)（2007年、NHK） - 近習 役[1]
- Tomorrow〜陽はまたのぼる〜（2008年、TBS）
- 安定家の人々（2008年、CX）
- 坂の上の雲（2009年 NHK）
- オフィス関ヶ原!〜めざせ!会社の星SP〜（2011年1月10日、NHK）
- ドラクロワ～感動、涙の結婚式スペシャル（2012年2月10日、NHK）
- LEADERS リーダーズ（2014年3月22日・23日、TBS） - 一之瀬健二 役[1]

### TV
- SMAP×SMAP～ホストクラブヒカル～（2004年、CX）
- 小山薫堂「コクる川柳」（2008年、TBS）

### 映画
- 北の零年（2005年）
- スケバン刑事 コードネーム=麻宮サキ（2006年）
- パッチギ! LOVE&PEACE（2007年）
- 源氏物語 千年の謎（2011年）

### 舞台
- X-QUEST 2010春興業「悪ノ娘〜凄艶のジェミニ〜」（2009年）
- X-QUEST 2010夏興行「演戯王」（2010年）
- ACTOR'S TRASH ASSH vol.12 「刻め、我ガ肌ニ君ノ息吹ヲ」（2010年）
- 企画演劇集団ボクラ団義　番外公演「笑わせ」（2010年）
- 企画演劇集団ボクラ団義 vol.7「嘘つきたちの唄」（2010年）
- X-QUEST 「金と銀の鬼2011」（2011年）
- 企画演劇集団ボクラ団義 vol.8「ゴーストライターズ」（2011年）
- X-QUEST 「ムサ×コジ」（2011年）
- 企画演劇集団ボクラ団義 vol.10「鏡に映らない女 記憶に残らない男」（2012年）
- X-QUEST ｢七人の白雪姫～同時上演～七人の桃太郎｣（2012年）
- 企画演劇集団ボクラ団義 番外公演「ハンズアップ」（2012年）
- 和興芸能30周年記念公演「ENDLESS HILS」（2012年）
- ホチキス公演「クライシス百万馬力」（2012年）
- X-QUEST「ムサ×コジ ハイパー」（2012年）
- X-QUEST「ブルーアップル～紅水母の柩～」（2013年）
- X-QUEST「ミハルの人魚」（2013年）
- X-QUEST「ブラック西遊記」（2014年）
- X-QUEST「ベニクラゲマン～実験都市マーベラスの逆襲～」（2014年）
- 劇団東京都鈴木区「ヒーローアゴーゴー」（2014年）
- 空飛ぶ猫☆魂#3「I LOVE LIFE」（2014年）
- ワイアールジャパンプロデュース「0120～フリーダイヤル～」（2014年）
- X-QUEST「ミラージュ・イン・スチームパンク」（2014年）
- 「ハルジオン」（2015年）
- ワイアールジャパンプロデュース「隣人の奏でる和音」（2015年）
- 舞台「グッドファーザー」（2015年）
- ワイアールジャパンプロデュース「コップの中の嵐」（2015年）
- X-QUEST「金と銀の鬼─チェインソウル─」（2015年）
- 新生萬屋錦之助一座旗揚げ公演「新白波伝説記」（2015年）
- 「MEIDO IN HEAVEN」（2015年）
- X-QUEST「義経ギャラクシー」（2015年）
- 朝劇 西新宿「恋の遠心力」（2016年）
- X-QUEST「神芝居～アリス・イン・ギガニッポンノワンダーランド～」（2016年）
- ミュージカル「悪ノ娘」（2017年）
- 異形の血を継ぐ者「散れ桜よ、刻天ノ証ニ 2024」（2024年）[2]
- mucho produce「蜻蛉の住む家」（2024年）[3]
- X-QUEST「色彩組曲〜七人の息子と灰色夜想曲〜」（2024年）[4]

### CM
- NTTドコモ北陸（2004年）